# Farsam Salimi
Farsam Salimi (* 1980 in Teheran) ist ein österreichischer Rechtswissenschaftler.

## Leben
Nach der Reifeprüfung am BG Perau (Villach) studierte er Rechtswissenschaften an der Universität Wien. Nach der Sponsion zum Magister iuris 2005 folgte 2009 die Promotion zum Doctor iuris als Assistent am Institut für Strafrecht und Kriminologie der Universität Wien mit einer Schrift über das subjektive Rechtfertigungselement im Strafrecht (Lexisnexis, Wien 2010). Von 2009 bis 2011 war Salimi Legist in der Rechtssektion des Bundesministeriums für Inneres und wissenschaftlicher Mitarbeiter des Rechtsschutzbeauftragten beim Bundesministerium für Inneres. Davor war er auch als wissenschaftlicher Mitarbeiter am Obersten Gerichtshof tätig. Von 2011 bis 2015 arbeitete er als Universitätsassistent (post-doc), von 2015 bis 2019 als Assistenzprofessor am Institut für Strafrecht und Kriminologie der Universität Wien und hatte ebendort ab 2019 eine assoziierte Professur inne. 2021 habilitierte er sich mit einer Schrift über Gefährliche Gruppierungen als Sicherheitsbedrohung (Manz, Wien 2022) in den Fächern Straf- und Strafprozessrecht. Im Juni 2024 lehnte er einen Ruf an die JKU Linz ab. Salimi wurde mit 1. März 2025 zum Universitätsprofessor für Strafrecht, Strafprozessrecht und Polizeirecht an der Universität Wien berufen.
Salimi forscht schwerpunktmäßig zu den Themen IT-Strafrecht, Polizeirecht, Organisierte Kriminalität und Terrorismus, Strafrecht und Datenschutz, zur Schnittstelle zwischen Straf- und Sicherheitspolizeirecht, sowie zum Strafanwendungsrecht.

## Weitere Funktionen
- Seit 2023: Präsident der Österreichischen Gesellschaft für Strafrecht und Kriminologie
- Seit 2022: stellvertretender Vorstand des Instituts für Strafrecht und Kriminologie an der Universität Wien
- 2022: Ernennung zum stellvertretenden Rechtsschutzbeauftragten beim Bundesministerium für Inneres
- Seit 2011: Projektleiter von ALES – Austrian Center for Law Enforcement Sciences (Forschungsstelle für Polizei- und Justizwissenschaften) an der Rechtswissenschaftlichen Fakultät der Universität Wien.

## Schriften (Auswahl)
- Gefährliche Gruppierungen als Sicherheitsbedrohung. Grenzen und Alternativen im Kampf gegen Terror und organisierte Kriminalität durch Strukturermittlungen und Strafe, Manz, Wien 2022 (Habilitationsschrift), ISBN 978-3-214-18598-5
- Das subjektive Rechtfertigungselement im Strafrecht, Lexisnexis, Wien 2010 (Dissertationsschrift), ISBN 978-3-7007-4621-8
- Umweltstrafrecht, Eine systematische Darstellung des gerichtlichen Umweltstrafrechts, Verlag Österreich, Wien 2013 (mit Susanne Reindl-Krauskopf), ISBN 978-3-7046-6552-2
- IT-Strafrecht, Cyberdelikte und Ermittlungsbefugnisse, Wien, 2018 (mit Susanne Reindl-Krauskopf und Martin Stricker), ISBN 978-3-214-03389-7
- Kommentierungen in Wiener Kommentar zum Strafgesetzbuch sowie im Salzburger Kommentar zum Strafgesetzbuch
- Zahlreiche Beiträge in Zeitschriften/Tagungs- und Sammelbänden.